# Nomaua waikaremoana
Nomaua waikaremoana är en spindelart som beskrevs av Forster 1990. Nomaua waikaremoana ingår i släktet Nomaua och familjen Synotaxidae. Inga underarter finns listade i Catalogue of Life.